# Everyday Life (album Coldplay)
Everyday Life è l'ottavo album in studio del gruppo musicale britannico Coldplay, pubblicato il 22 novembre 2019 dalla Parlophone.
Il disco ha ricevuto una candidatura a Grammy Awards 2021 come album dell'anno.

## Descrizione
Uscito a distanza di circa quattro anni dal precedente album A Head Full of Dreams, il disco risulta suddiviso in due parti intitolate Sunrise e Sunset, entrambe contenenti otto brani.

## Promozione
Il 13 ottobre 2019 alcuni poster in bianco e nero ritraenti il gruppo e la data 22 novembre 1919 sono apparsi in alcune città del mondo, tra cui Berlino, Hong Kong, Madrid e Sydney. Sei giorni più tardi i Coldplay hanno pubblicato un breve video ritraente il poster, accompagnato nei giorni seguenti da un messaggio in cui è stato annunciato il titolo dell'album.
Il 23 ottobre è stata annunciata la lista tracce dell'album, mentre il giorno seguente è stato pubblicato il doppio singolo Arabesque/Orphans. Il 3 novembre è stato estratto come secondo singolo l'omonimo Everyday Life, traccia di chiusura del disco. Il 20 novembre sono stati presentati anche il videoclip di Daddy e il lyric video del brano Champion of the World, quest'ultimo estratto come terzo singolo il 24 febbraio 2020.
In concomitanza con la pubblicazione dell'album i Coldplay hanno tenuto un evento speciale ad Amman nel quale hanno eseguito dal vivo la prima metà Sunrise alle 4:00 e la seconda metà Sunset alle 14:00. Il 25 novembre si sono invece esibiti al Museo di storia naturale di Londra, alternando buona parte dei brani di Everyday Life con alcuni singoli come Viva la vida o Fix You.
Il 20 gennaio 2020 il gruppo ha tenuto un concerto speciale all'Hollywood Palladium di Los Angeles per supportare il comitato Reform LA Jails, volto a organizzare campagne per la riforma carceraria negli Stati Uniti d'America. Il 14 febbraio seguente è stato pubblicato il videoclip per Cry Cry Cry, diretto da Dakota Johnson e Cory Bailey, seguito il 12 marzo da quello per Trouble in Town, diretto da Aoife McCardle.

## Accoglienza
Scrivendo per The Daily Telegraph, Neil McCormick ha acclamato la sperimentazione dell'album, affermando che Everyday Life «Sembra organico, analogico e giocoso nel modo in cui i Coldplay si tuffano in diversi generi musicali», e ha ulteriormente evidenziato il «dono d'oro di Martin per la melodia, i testi quasi semplicisticamente diretti ed emotivi». Nella sua recensione per NME, Charlotte Krol ha affermato che il disco «è la prova che i Coldplay sono più avventurosi di quanto spesso si creda» nonostante alcuni dei brani siano «a volte più entusiasmanti in teoria che in pratica».
Sebbene Alexis Petridis del The Guardian lo considerasse «un'intenzione lodevole», ha trovato l'album «selvaggiamente disomogeneo» e ha criticato la «vaghezza lirica» di varie canzoni che trattano «questioni sociopolitiche», ma si è complimentato con «un paio di brani acustici con un'autentica carica emotiva». La rivista The Independent ha descritto l'album come un «coraggioso, seppur imperfetto, tentativo di rompere con la tradizione» e una «affascinante, a volte brillante curiosità», ma ha ritenuto che i Coldplay stessero «ancora cercando di capire come rispondere a un mondo che è diventato più cattivo, più sporco e più crudele», considerando comunque lo sforzo ammirevole.

## Tracce
Testi e musiche di Guy Berryman, Jonny Buckland, Will Champion e Chris Martin, eccetto dove indicato.
- Sunrise

1. Sunrise – 2:31
2. Church – 3:50 (Guy Berryman, Jonny Buckland, Will Champion, Chris Martin, Amjad Sabri)
3. Trouble in Town – 4:38
4. BrokEn – 2:30
5. Daddy – 4:58
6. WOTW/POTP – 1:16
7. Arabesque – 5:40 (Guy Berryman, Jonny Buckland, Will Champion, Chris Martin, Femi Kuti, Paul Van Haver, Drew Goddard)
8. When I Need a Friend – 2:35

- Sunset

1. Guns – 1:55
2. Orphans – 3:17
3. Èkó – 2:37
4. Cry Cry Cry – 2:47
5. Old Friends – 2:26
6. بنی آدم‎ – 3:14 (Guy Berryman, Jonny Buckland, Will Champion, Chris Martin, Alice Coltrane, Harcourt Whyte)
7. Champion of the World – 4:17 (Guy Berryman, Jonny Buckland, Will Champion, Chris Martin, Harcourt Whyte, Scott Hutchinson, Simon Liddell, Andy Monaghan)
8. Everyday Life – 4:18

Traccia bonus nell'edizione giapponese
1. Flags – 3:35

## Formazione
Gruppo
- Chris Martin – voce, chitarra acustica, pianoforte, wurlitzer (traccia 17)
- Jonny Buckland – chitarra elettrica e acustica, tastiera, cori
- Guy Berryman – basso, cori, percussioni (traccia 17)
- Will Champion – batteria, cori, tastiera, chitarra acustica

Altri musicisti
- Rik Simpson – effetti sonori, programmazione, tastiera, cori
- Daniel Green – effetti sonori, programmazione, tastiera, cori
- Bill Rahko – effetti sonori, programmazione, tastiera, cori
- Davide Rossi – strumenti ad arco (tracce 1, 2 e 7)
- Norah Shaqur – voce femminile (traccia 2), coro (traccia 10)
- Mikkel Eriksen & Tor Erik Hermansen – ispirazione base musicale (traccia 2)
- John Metcalfe – strumenti ad arco (tracce 2 e 16), arrangiamento del coro (traccia 8)
- Jacob Collier – cori (tracce 2, 12 e 16)
- bambini dell'African Children's Feeding Scheme – coro (traccia 3)
- Mabvuto Carpenter – coro (traccia 4)
- Denise Green – coro e relativo arrangiamento (traccia 4)
- Stevie Mackey – coro e relativo arrangiamento (traccia 4)
- Neka Hamilton – coro (traccia 4)
- Surrenity XYZ – coro (traccia 4)
- LaMarcus Eldridge – coro (traccia 4)
- Dorian Holley – coro (traccia 4)
- Le Trio Joubran – oud (traccia 7)
- Stromae – voce (seconda strofa traccia 7)
- Femi Kuti – assolo di corno (traccia 7)
- Made Kuti – arrangiamento corni (traccia 7)
- Gbenga Ogundeji – corno (traccia 7)
- Omorinmade Anikulapo-Kuti – corno (traccia 7)
- Ayoola Magbagbeola – corno (traccia 7)
- Ayodeji Adebanjo – corno (traccia 7)
- Babatunde Ankra – corno (traccia 7)
- Drew Goddard – chitarra aggiuntiva (traccia 7)
- London Voice Choir – coro (traccia 8)
- Terry Edwards – direzione del coro (traccia 8)
- Ben Parry – direzione del coro (traccia 8)
- Marwa Kreitem – coro (traccia 10)
- Nadeen Fanous – coro (traccia 10)
- Garine Antreassian – coro (traccia 10)
- Bashar Murad – coro (traccia 10)
- Norah Shaqur – coro (traccia 10)
- Apple Martin – coro (traccia 10)
- Moses Martin – coro (traccia 10)
- Ben Oerlemans – coro (traccia 10)
- Aluna Donad – coro (traccia 10)
- Jocelyn "Jozzy" Donald – coro (traccia 10)
- Tiwa Savage – cori (traccia 11)
- Dr. Shahrzad (Sherry) Sami – voce narrante (traccia 14)
- Marianna Champion – cori (traccia 16)

Produzione
- The Dream Team – produzione, ingegneria del suono
- Mark "Spike" Stent – missaggio
- Michael Freeman – assistenza al missaggio
- Matt Wolach – assistenza al missaggio
- Miguel Lara – ingegneria del suono aggiuntiva
- Aleks von Korff – ingegneria del suono aggiuntiva
- Lionel Capouillez – ingegneria del suono aggiuntiva
- Fiona Cruickshank – ingegneria del suono aggiuntiva
- Beatriz Artola – ingegneria del suono aggiuntiva
- Raplh Cacciurri – ingegneria del suono aggiuntiva
- Lance Robinson – ingegneria del suono aggiuntiva
- Sam Harper – ingegneria del suono aggiuntiva
- Matt Latham – direzione studio
- Anthony De Souza – assistenza tecnica
- Luke Pickering – assistenza tecnica
- Chloe Kramer – assistenza tecnica
- Henri Davies – assistenza tecnica
- Marenius Alvereng – assistenza tecnica
- Tyler Gordon – assistenza tecnica
- Kaushlesh "Garry" Purohit – assistenza tecnica
- Lance Powell – assistenza tecnica
- Charley Pollars – assistenza tecnica
- Crystal Mangano – assistenza tecnica
- Tate McDowell – assistenza tecnica
- Stephanie Streseman Wilkinson – assistenza tecnica
- Laurence Anslow – assistenza tecnica
- Tony Smith – assistenza tecnica
- Nick "Mystic" Davis – assistenza tecnica
- Natasahe Carter – assistenza tecnica
- Thomas Warren – assistenza tecnica
- Matt Glasbey – assistenza tecnica
- Jacques du Plessis – assistenza tecnica
- Gavin Flaks – assistenza tecnica
- Zach Brown – assistenza tecnica
- Daniel Watson – assistenza tecnica
- Chenso Wang – assistenza tecnica
- Bastien Lozier – assistenza tecnica
- Pierre Houle – assistenza tecnica
- Baptiste Leroy – assistenza tecnica
- Erwan Abbas – assistenza tecnica
- Matt McGinn – assistenza tecnica
- Craig "Hoppy" Hope – assistenza tecnica
- Emily Lazar – mastering
- Chris Allgood – assistenza al mastering
- Bill Rahko – missaggio (tracce 2 e 14)
- Angel Lopez – produzione aggiuntiva (tracce 2, 15 e 16)
- Federico Vindver – produzione aggiuntiva (tracce 2, 15 e 16)
- Rik Simpson – missaggio (4, 10 e 11)
- Max Martin – coproduzione (tracce 10 e 15)
- Daniel Green – missaggio (traccia 14)

## Classifiche

### Classifiche settimanali
| Classifica (2019) | Posizione massima |
| ----------------- | ----------------- |
| Argentina         | 1                 |
| Australia         | 1                 |
| Austria           | 5                 |
| Belgio (Fiandre)  | 1                 |
| Belgio (Vallonia) | 1                 |
| Canada            | 3                 |
| Danimarca         | 6                 |
| Finlandia         | 8                 |
| Francia           | 1                 |
| Germania          | 4                 |
| Irlanda           | 5                 |
| Italia            | 3                 |
| Messico           | 1                 |
| Norvegia          | 1                 |
| Nuova Zelanda     | 2                 |
| Paesi Bassi       | 1                 |
| Portogallo        | 2                 |
| Regno Unito       | 1                 |
| Spagna            | 3                 |
| Stati Uniti       | 7                 |
| Svezia            | 9                 |
| Svizzera          | 1                 |
| Ungheria          | 1                 |

### Classifiche di fine anno
| Classifica (2019) | Posizione |
| ----------------- | --------- |
| Francia           | 49        |
| Italia            | 51        |
| Messico           | 43        |
| Paesi Bassi       | 28        |
| Portogallo        | 18        |
| Regno Unito       | 14        |
| Spagna            | 37        |
| Svizzera          | 20        |
| Classifica (2020) | Posizione |
| Belgio (Fiandre)  | 67        |
| Belgio (Vallonia) | 81        |
| Francia           | 162       |
| Germania          | 73        |
| Paesi Bassi       | 69        |
| Portogallo        | 49        |
| Spagna            | 64        |
| Svizzera          | 21        |